# Kinku
Genre
Kinku est un genre d'araignées aranéomorphes de la famille des Telemidae.

## Répartition
Les espèces de ce genre sont endémiques d'Équateur où elles se rencontrent dans la province de Cotopaxi.

## Liste des espèces
Selon World Spider Catalog (version 26, 22/05/2025) :
- Kinku maicu Dupérré & Tapia, 2025
- Kinku turumanya Dupérré & Tapia, 2015 - espèce type

## Systématique et taxinomie
Ce genre a été décrit en 2015 dans les Telemidae par Nadine Dupérré et Elicio Eladio Tapia (d),. Son espèce type est Kinku turumanya.

### Étymologie
Le nom générique, Kinku, signifie « zig-zag » en kichwa.

### Publication originale
- (en) Nadine Dupérré et Elicio Tapia, « Discovery of the first telemid spider (Araneae, Telemidae) from South America, and the first member of the family bearing a stridulatory organ », Zootaxa, Auckland, vol. 4020, no 1,‎ 2015, p. 191-196 (ISSN 1175-5326, e-ISSN 1175-5334, DOI 10.11646/zootaxa.4020.1.9, lire en ligne, consulté le 22 mai 2025).